# Eminem Presents the Re-Up
Eminem Presents the Re-Up är ett samlingsalbum från 2006, producerat av Eminem.

## Låtlista
1. "Shady Narcotics" (Intro) - Eminem
2. "We're Back" - Eminem, Obie Trice, Stat Quo, Bobby Creekwater & Cashis
3. "Pistol Pistol" (Remix) - Obie Trice
4. "Murder" - Bizarre & Kuniva
5. "Everything Is Shady" - Cashis
6. "The Re-Up" - Eminem & 50 Cent
7. "You Don't Know" - 50 Cent, Eminem, Cashis & Lloyd Banks
8. "Jimmy Crack Corn" - Eminem & 50 Cent
9. "Trapped" - Proof
10. "Whatever You Want" - Swifty Mc Vay & Mr. Porter
11. "Talkin' All That" - Cashis
12. "By My Side" - Stat Quo
13. "We Ride for Shady" - Obie Trice & Cashis
14. "There He Is" - Bobby Creekwater
15. "Tryin' ta In" - Stat Quo
16. "Smack That" (Remix) - Akon feat. Stat Quo & Bobby Creekwater
17. "Public Enemy #1" - Eminem
18. "Get Low" - Stat Quo
19. "Ski Mask Way" (Eminem Remix) - 50 Cent
20. "Shake That" (Remix) - Nate Dogg, Eminem, Obie Trice & Bobby Creekwater
21. "Cry Now" (Shady Remix) - Obie Trice, Kuniva, Bobby Creekwater, Cashis & Stat Quo
22. "No Apologies" - Eminem

## Bonuslåt, iTunes
1. "Billion Bucks" - Stat Quo